# L'Union
L'Union är en kommun i departementet Haute-Garonne i regionen Occitanien i södra Frankrike. Kommunen ligger i kantonen Toulouse 15e Canton som tillhör arrondissementet Toulouse. År 2022 hade L'Union 12 410 invånare.

## Befolkningsutveckling
Antalet invånare i kommunen L'Union
Referens:INSEE

## Monument

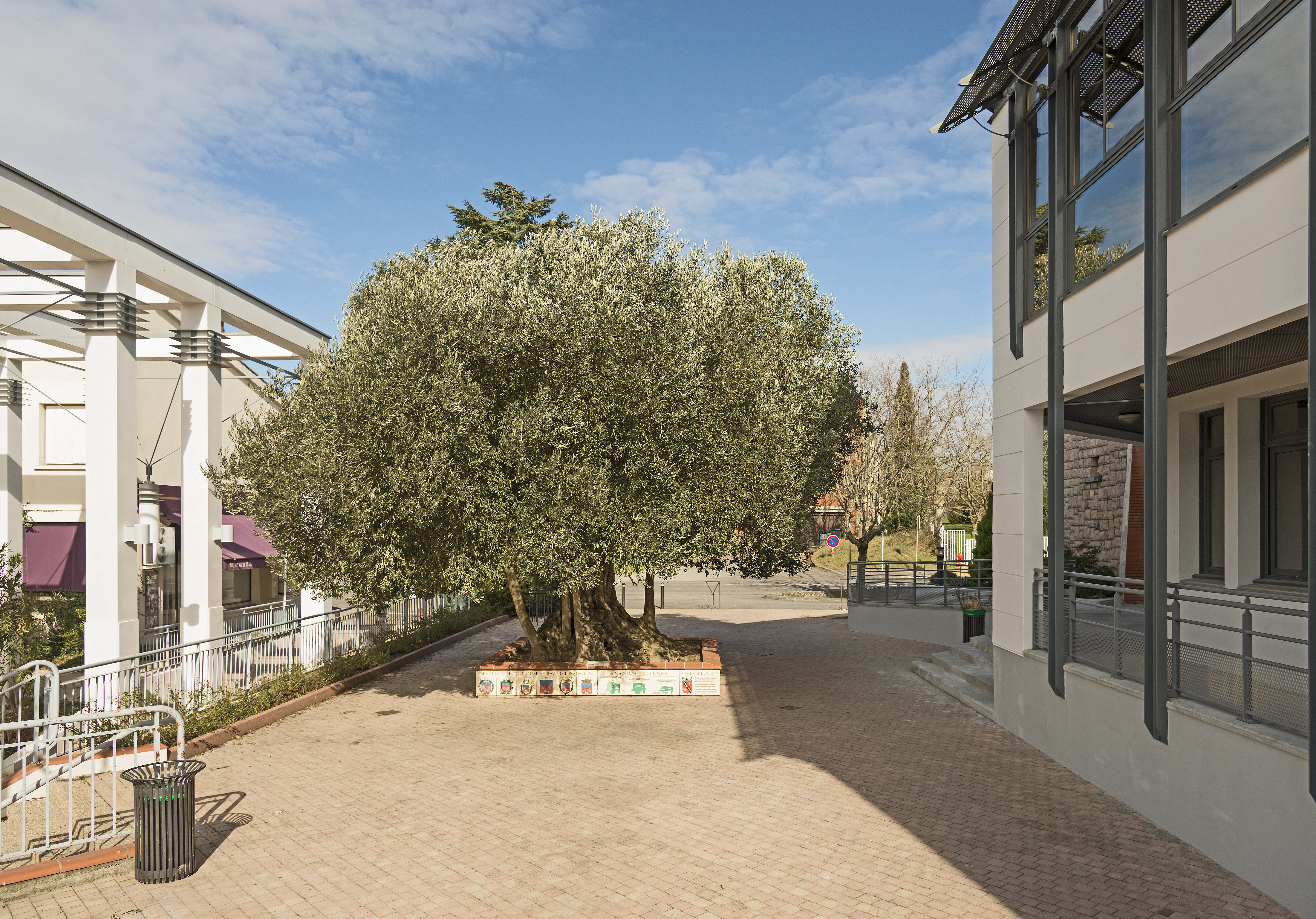
Millennieskiftet olivträd.
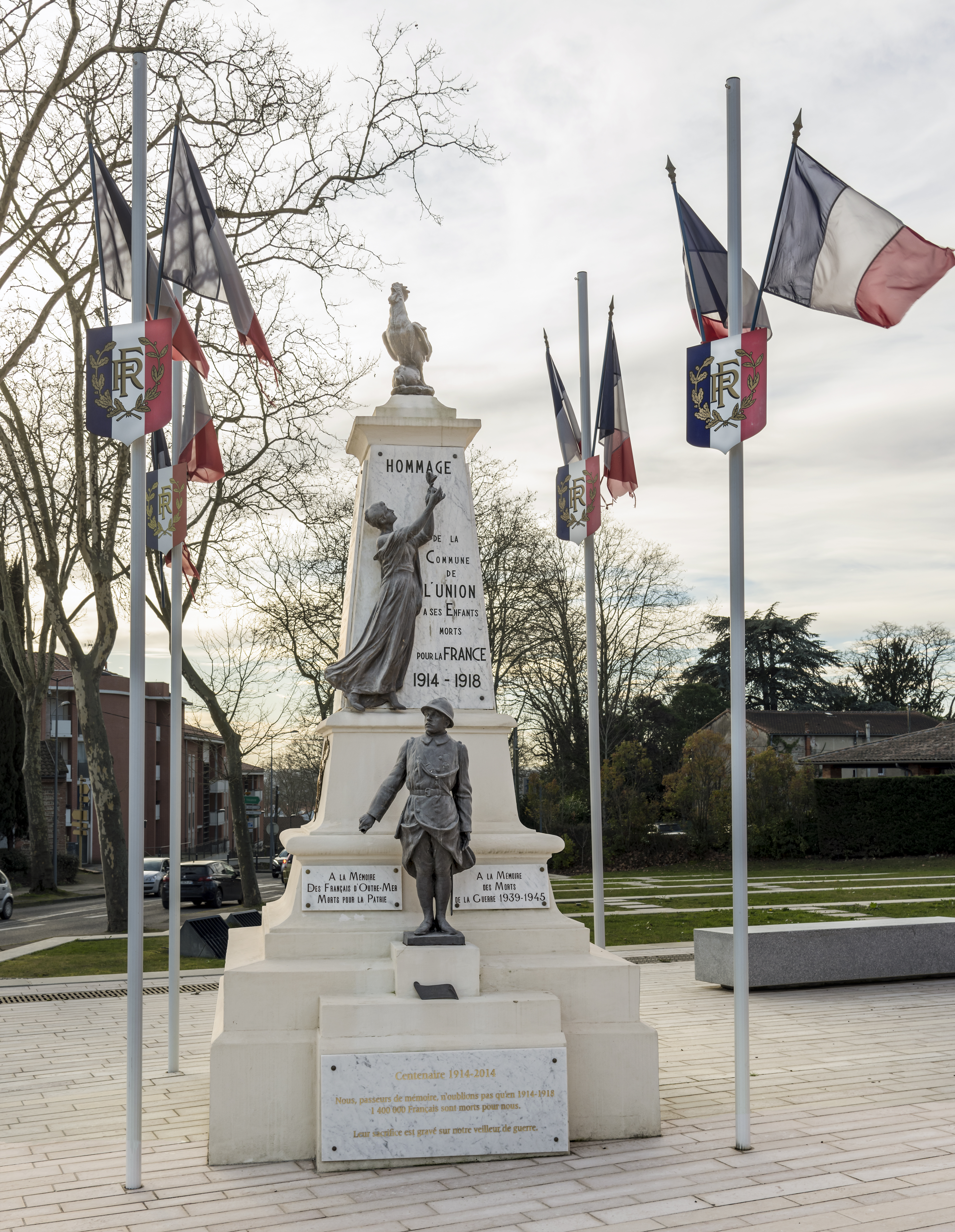
Monumentet till de döda.
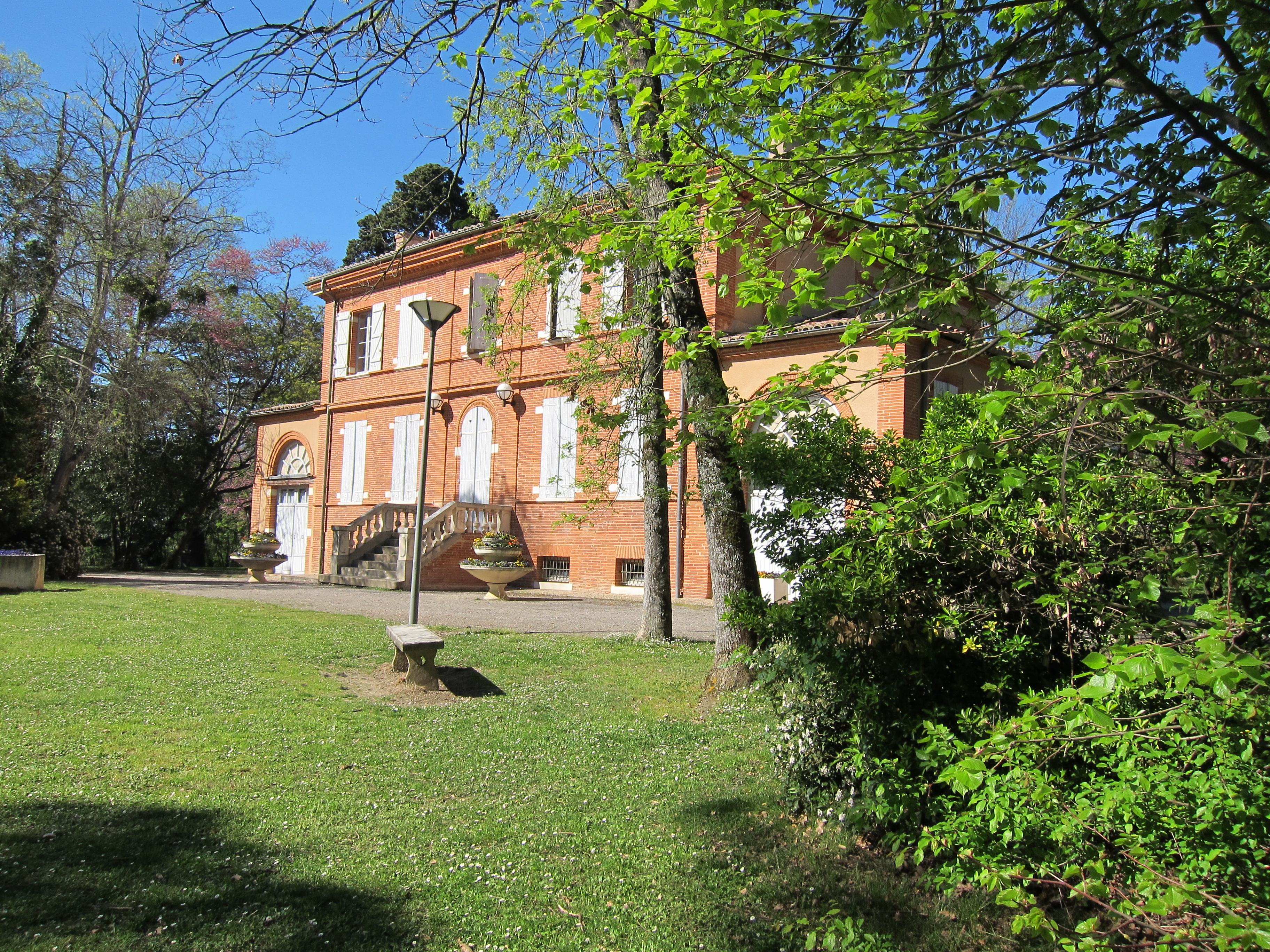
Slottet Malpagat.
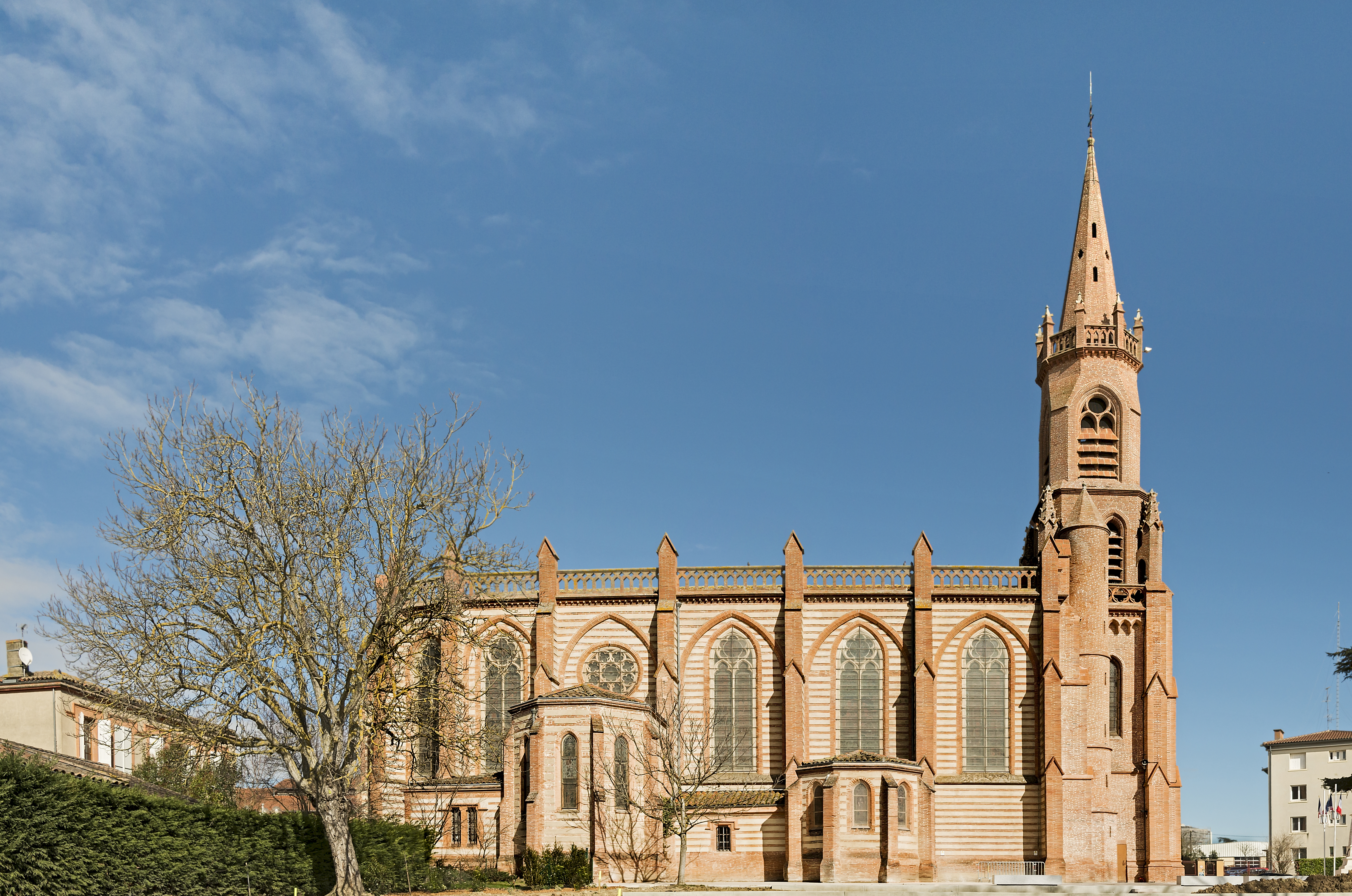
St. John the Baptist Church
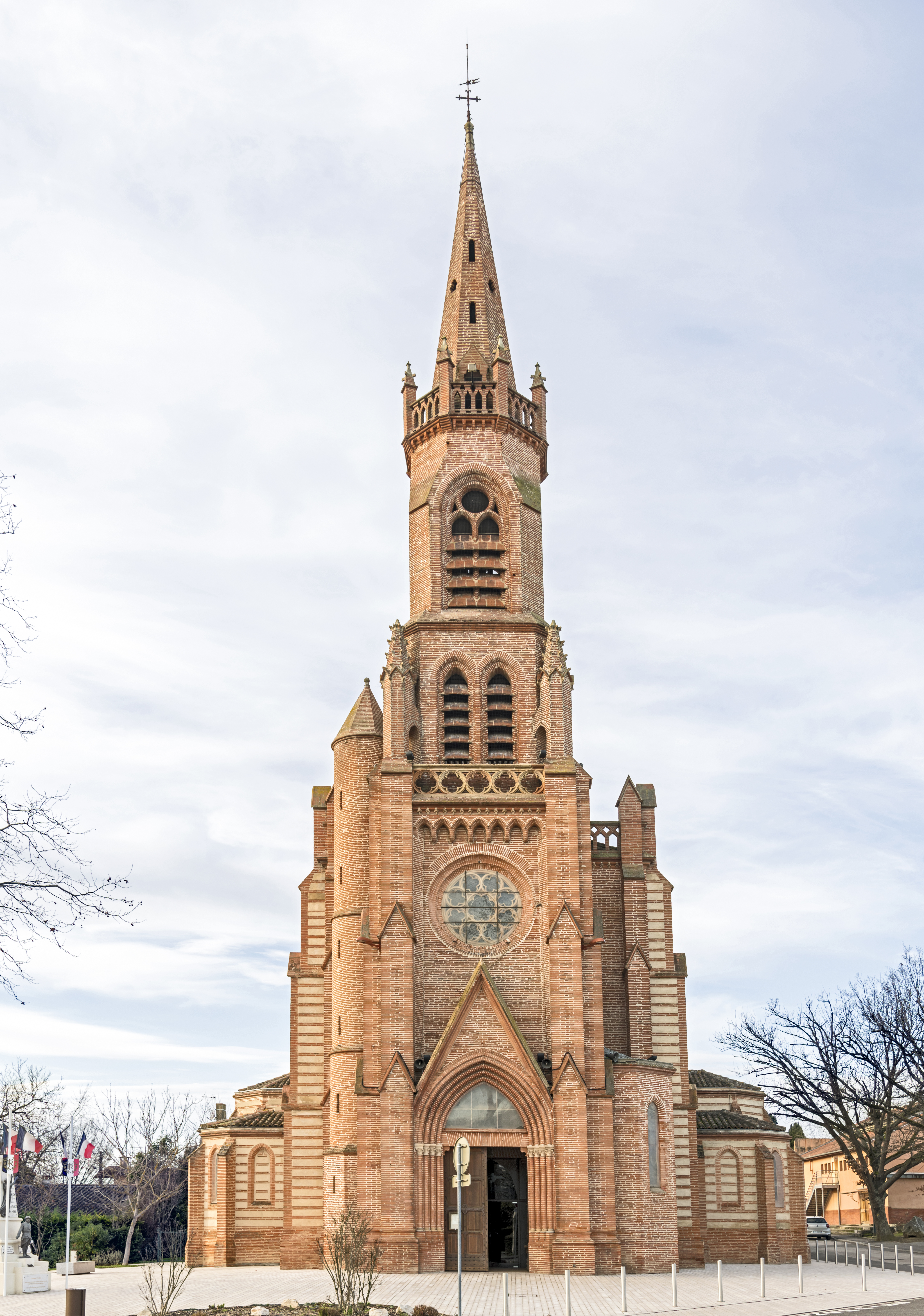
Klocktornet
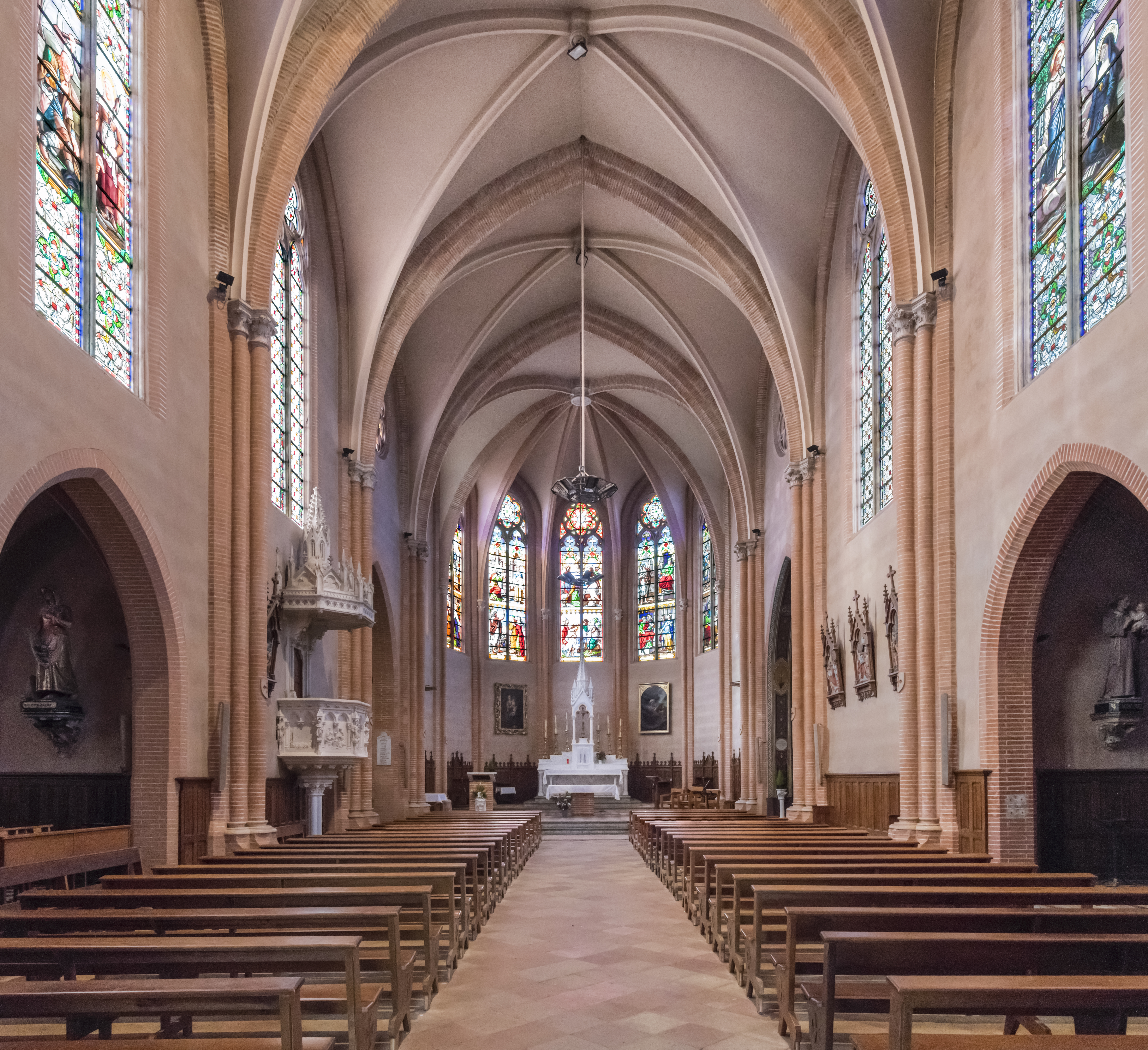
Utsikt över kyrkans inre
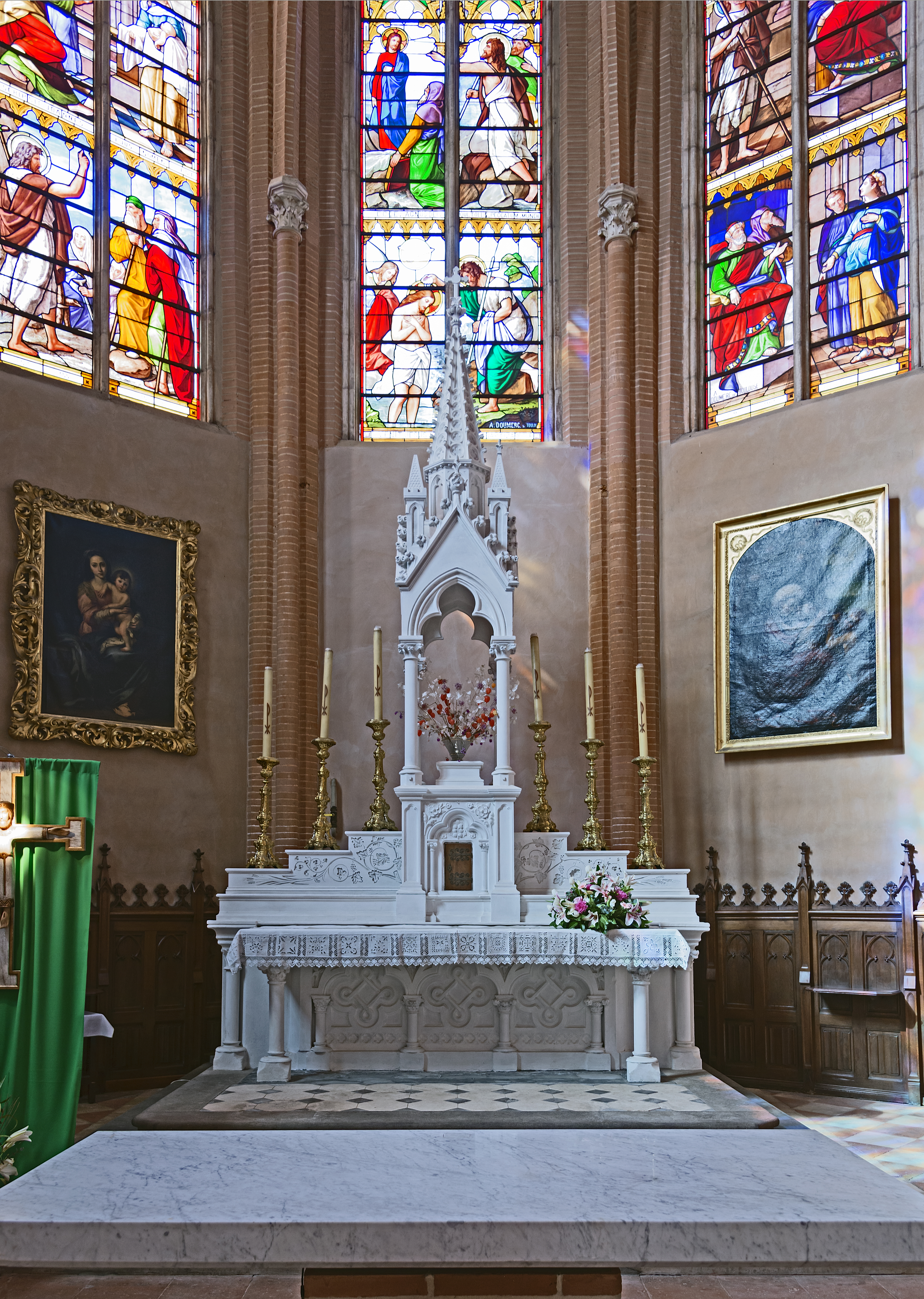
Kyrkans altare